# Krasnohwardijske
Krasnohwardijske (ukrainisch Красногвардійське – ukrainisch offiziell seit dem 12. Mai 2016 Kurman/Курман; russisch Красногвардейское/Krasnogwardeiskoje) ist eine Siedlung städtischen Typs und das administrative Zentrum des gleichnamigen Rajons im Zentrum der Autonomen Republik Krim (Ukraine) mit 10.800 Einwohnern (2016).

## Geographie
Krasnohwardijske liegt an der Fernstraße M 18/E 105 68 km nordöstlich von Simferopol, der Hauptstadt der Krim, und 95 km südöstlich von Armjansk.
Zur Siedlungsratsgemeinde gehört, neben Krasnohwardijske, die Ansiedlung Wydne (Видне) mit etwa 750 Einwohnern.

## Geschichte
Gegründet wurde das Dorf mit dem damaligen, tatarischen Namen Qurman in den frühen 1860er Jahren. In den Jahren 1874–1875 wurde im Ort ein Bahnhof gebaut. Vom 1. November 1941 bis zum 12. April 1944 war der Ort von Truppen der Wehrmacht besetzt. Nach der Deportation der Krimtataren wurde das Dorf im Jahr 1944 von Kurman-Kemeltschi (ukrainisch Курма́н-Кемельчі́) in Krasnohwardijske (abgeleitet vom russischen Wort Красная гвардия/Krasnaja gwardija für Rote Garde) umbenannt.
1957 erhielt Krasnohwardijske den Status einer Siedlung städtischen Typs.

## Bevölkerungsentwicklung
| Jahr      | 1805 | 1926 | 1939  | 1959  | 1970  | 1979  | 1989   | 2001   | 2016   |
| --------- | ---- | ---- | ----- | ----- | ----- | ----- | ------ | ------ | ------ |
| Einwohner | 48   | 811  | 1.754 | 4.227 | 7.630 | 9.091 | 11.448 | 11.112 | 10.779 |

Quelle: 1959–1989